# سفیدخانی کوچک
سفیدخانی کوچک، روستایی از توابع بخش دیباج شهرستان دامغان در استان سمنان ایران است.

## جمعیت
این روستا در دهستان دیباج جنوبی قرار دارد و براساس سرشماری مرکز آمار ایران در سال ۱۳۸۵، جمعیت آن ۱۱۲ نفر (۲۱خانوار) بوده‌است.